# Ganz normal verliebt
Ganz normal verliebt ist ein US-amerikanischer Film des Regisseurs Garry Marshall von 1999. Die Tragikomödie beschreibt die junge Liebe und das Streben nach Eigenständigkeit von zwei jungen Menschen, die beide geistig zurückgeblieben sind.

## Handlung
Die junge Frau Carla Tate stammt aus den besten Verhältnissen der amerikanischen Oberschicht – der Vater ist Doktor, die Mutter sozial engagiert und die Geschwister sind alle in den Startlöchern für eine eigene Karriere. Das Bild der perfekten amerikanischen Familie wird nur von einer Kleinigkeit getrübt: Carla ist zurückgeblieben und auf dem geistigen Stand eines Kindes.
Als Kind wurde sie in ein spezielles Internat abgeschoben, aus diesem kehrt sie nach 10 Jahren mit einem Schulabschluss und vielen Zukunftsplänen zurück, so zum Beispiel möchte sie zum ersten Mal im Leben eine eigene Wohnung beziehen. Doch diesen Plan kann sie nicht verwirklichen, denn ihre übervorsichtige Mutter, die stets um das Wohl ihres Kindes bemüht ist, hindert sie daran, ihren Drang nach Freiheit und Eigenständigkeit umzusetzen. Zu allem Überfluss verliebt sich Carla in Daniel, einen jungen Mann, der eine ähnliche geistige Behinderung hat. Zusammen erleben sie das unbekannte Gefühl der Verliebtheit und sie helfen sich gegenseitig auf dem Weg in ein eigenständigeres Leben.
Als Nebenhandlung befasst sich der Film zudem mit der Homosexualität von Carlas Schwester und der Schwierigkeit für die Eltern, auch diese Art von Beziehung zu akzeptieren.

## Kritiken
- Lexikon des internationalen Films: „Ein ernsthafter Versuch, die Probleme zweier ungewöhnlicher Helden gerade dadurch nachvollziehbar zu machen, dass er die Alltäglichkeit der Charaktere und ihrer Probleme hervorhebt. Die unterschiedlich überzeugenden darstellerischen Leistungen sowie manche stilistische Unsicherheit lassen den Film letztlich aber doch eher zwiespältig erscheinen.“[1]

- Roger Ebert ist der Meinung, dass jeder, der sich mit geistig Behinderten auskennt, den Film als beleidigend empfinden müsse. In seiner Besprechung in der Chicago Sun-Times findet er es geradezu schamlos, wie die Behinderung als Trick und Stütze des Plots ausgebeutet werde.[2]

- Stephen Holden findet den Film in seiner Kritik in der New York Times schwerfällig und holperig zusammengefügt. Er wird ein wenig versöhnt durch die schauspielerische Leistung vor allem von Giovanni Ribisi, aber auch von Diane Keaton und Juliette Lewis.[3]
- Die Deutsche Film- und Medienbewertung FBW in Wiesbaden verlieh dem Film das Prädikat wertvoll.